# Djibuti nos Jogos Olímpicos de Verão de 1988
O Djibuti participou dos Jogos Olímpicos de Verão de 1988 em Seul, na Coreia do Sul. Conquistou apenas uma medalha, de bronze, com Ahmed Salah. Foi a segunda participação do país em Jogos Olímpicos de Verão.